# Polugarnetz
Polugarnetz (russisch Половины Гарнец) war ein russisches Volumenmaß und die Hälfte des Garnetz. 
- 1 Polugarnetz = 15 Chast (часть) (= 0,10932807 Liter) = 1,63992105 Liter

Die Maßkette war
- 1 Tschetwert = 2 Osmini = (120/37) Loof = 4 Pajock/Poluosmina/halbe Osmina/großes Halbachtel = 8 Tschetwerik = 16 Wedro = 64 Garnetz = 128 Polugarnetz = 160 Kruschki/Osmuschki = 1920 Chast/Becher